# Евклідова геометрія

Порівняння еліптичної, евклідової та гіперболічної геометрій

Евклі́дова геоме́трія — геометрична теорія, заснована на системі аксіом, вперше викладеній у підручнику «Начала» Евкліда (дав.-гр. Στοιχεῖα Stoicheia, III століття до н. е.). Метод Евкліда полягає в прийнятті невеликого набору інтуїтивно зрозумілих аксіом і виведення з них багатьох інших теорем. Хоча багато визначень Евкліда були висловлені іншими математиками, Евклід був першим, хто показав, як ці пропозиції могли б використовуватися у всеосяжну дедуктивну та логічну систему. «Начала» починаються з планіметрії, яка і до сьогодні вивчається у середній школі як аксіоматика і базується на доведеннях. Більша частина «Начал» вказує на доведення того, що зараз називають алгеброю та теорією чисел.
Більше двох тисяч років прикметник «евклідова» був непотрібним, оскільки жодна інша форма геометрії ще не існувала. Аксіоми Евкліда здавались настільки очевидними (за винятком аксіоми паралельності), що будь-яка теорема, що випливала з них, вважалася вірною в абсолютному, часто метафізичному сенсі. Сьогодні відомо багато інших несуперечливих неевклідових геометрій, перші з яких з'явилися на початку XIX ст. Зокрема, із загальної теорії відносності Альберта Ейнштейна слідує що фізичний простір неевклідовий, а евклідовий простір для нього існує лише там, де слабке гравітаційне поле.
Евклідова геометрія є прикладом аналітичної геометрії, оскільки вона логічно йде від аксіом до тверджень без використання координат(на відміну від аналітичної геометрії, яка їх використовує).

## «Начала»

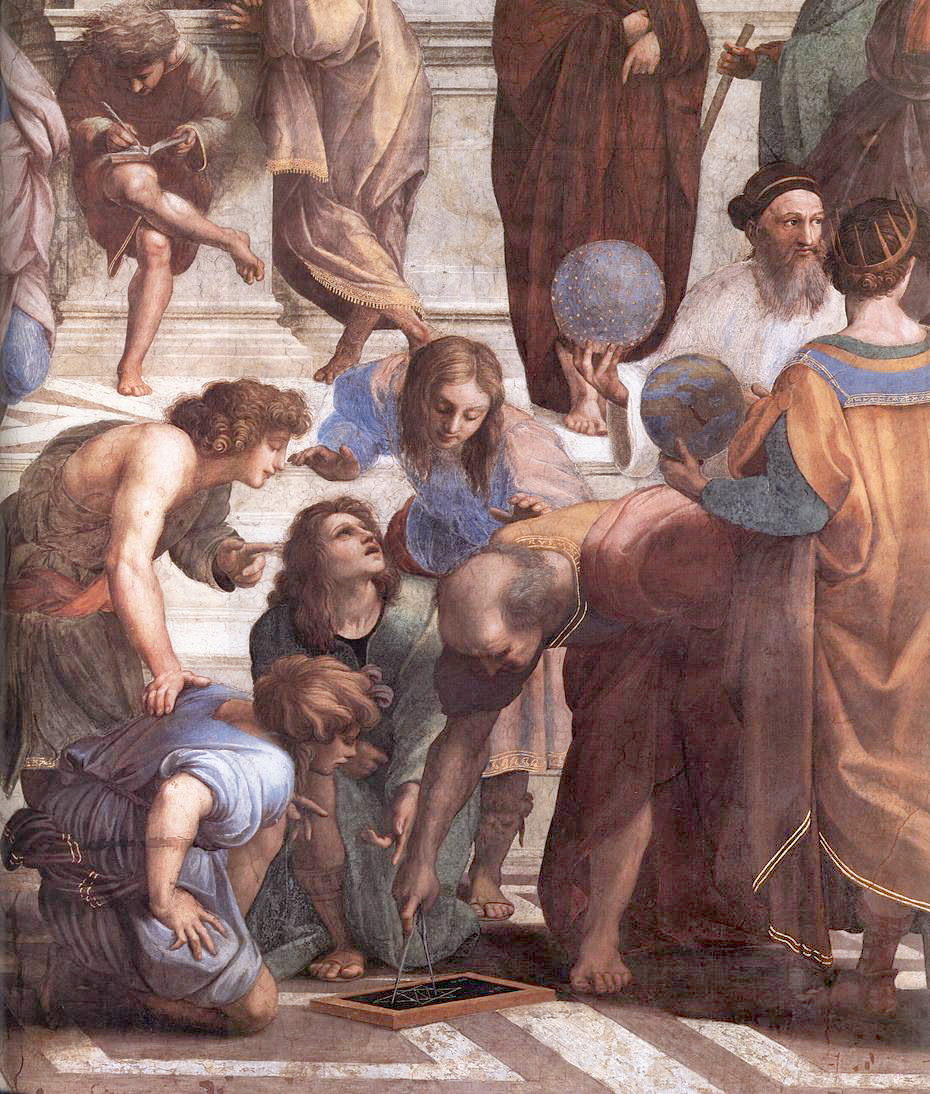
Фрагмент роботи Рафаеля Афінська школа із зображенням грецького математика – можливо Евкліда чи Архімеда (використовує циркуль для нанесення геометричної конструкції)

«Начала» вважаються систематизацією попередніх знань з геометрії. Оскільки його новіші видання були одразу загальновизнаними, і не було попиту у минулих версіях, на сьогодні майже всі вони втрачені.
«Начала» складаються з 13 книг: У I—IV та VI книгах йдеться про планіметрію. Доведено багато результатів щодо плоских фігур, наприклад: теорема Піфагора «У прямокутному трикутнику сума квадратів катетів дорівнює квадрату гітотенузи». (Книга I, постулат 47). V і VII—X книги стосуються теорії чисел, причому числа геометрично обробляються через їхні подання у вигляді ліній різної довжини. У них вводяться такі поняття, як прості, раціональні та ірраціональні числа. Також доводиться нескінченність простих чисел. XI—XIII книги стосуються стереометрії. Типовим прикладом є співвідношення 1/3 між об'ємом конуса та циліндра з однаковою висотою та основою.

### Аксіоматика

Про паралельні прямі (Постулат 5): Якщо пряма, що перетинає дві інші прямі, утворює внутрішні односторонні кути, які менші, ніж два прямі кути, то ці дві прямі перетнуться як завгодно далеко з тієї сторони, де кути

Проблема повної аксіоматизації елементарної геометрії — одна з проблем геометрії, що виникла у Стародавній Греції у зв'язку з критикою цієї першої спроби побудувати повну систему аксіом так, щоб всі твердження евклідової геометрії з цих аксіом були чисто логічним висновком без додаткових пояснень.
У «Началах» Евкліда, була дана наступна аксіоматика:
1. Від усякої точки до всякої точки можна провести пряму лінію.
2. Обмежену лінію можна безперервно продовжувати до прямої.
3. З усякого центра довільним розхилом циркуля може бути описане коло.
4. Усі прямі кути рівні між собою.
5. Якщо пряма, що перетинає дві прямі, утворює внутрішні односторонні кути, які менші ніж два прямі кути, то ці дві прямі, продовжені необмежено, зустрінуться з тієї сторони, де кути менші за два прямі (див. Аксіома паралельності Евкліда).

Дослідження системи аксіом Евкліда в другій половині XIX століття показало її неповноту. У 1899 році Давид Гільберт запропонував першу достатньо строгу аксіоматику евклідової геометрії.
Спроби поліпшення евклідової аксіоматики робилися і до Гільберта, проте підхід Гільберта, при всій його консервативності у виборі понять, виявився найуспішнішим.

## Методи доведення

Одне з доведень із «Елементів» Евкліда: враховуючи відрізок прямої, існує рівносторонній трикутник, який включає відрізок як одну з його сторін. Конструктивне доведення: рівносторонній трикутник ΑΒΓ зроблений шляхом нанесення кругів Δ і Ε, центрованих по точкам А і В, і взяття одного перетину кругів як третьої вершини трикутника.

Евклідова геометрія базується на конструктивному доведенні. Аксіоми 1, 2, 3 та 5 стверджують про існування та унікальність певних геометричних фігур, і ці твердження мають конструктивний характер: тобто ми не лише сказали про існування певних речей, але й довели це. У цьому сенсі Евклі́дова геометрія більш конкретна, ніж багато сучасних аксіоматичних систем, таких як теорія множин, які часто стверджують про існування об'єктів, не кажучи, як їх побудувати, або навіть стверджують про існування об'єктів, які не можуть бути побудовані в рамках теорії. Іншими словами, лінії на папері є моделями об'єктів, визначених у формальній системі, а не прикладами цих об'єктів. Наприклад, Евклі́дова пряма не має ширини, але будь-яка реальна намальована лінія матиме. Хоча майже всі сучасні математики вважають неконструктивні методи настільки ж конструктивними, конструктивні доведення Евкліда часто витісняють помилкові неконструктивні.

Евклід часто використовував у своїй праці доведення від супротивного. Евклідова геометрія використовує також метод суперпозицій, в якому фігура переміщується на іншу точку простору. Наприклад, пропозиція I.4, конгруенція трикутників бічним кутом, доведена шляхом переміщення одного з двох трикутників так, що одна з його сторін збігається з такою ж за розміром стороною іншого трикутнику, доводить, що інші сторони також збігаються. Деякі сучасні методи додають шостий постулат — жорсткість трикутника, яку можна використовувати як альтернативу суперпозиції. 

## Система вимірювання та арифметика
Евклідова геометрія має два основних типи вимірювань: кут і відстань. Кутова шкала абсолютна, і Евклід використовує прямий кут як її базову одиницю так, що, наприклад, кут у 45° градусів називають половиною прямого кута. Шкала відстані відносна: один довільно вибраний сегмент лінії з певною ненульовою довжиною береться за одиницю, а інші відстані виражаються відносно нього. Додавання відстаней представлено конструкцією, в якій один рядок сегмента копіюється на кінці іншого сегмента лінії, щоб збільшити його довжину, і аналогічно для віднімання.
Вимірювання площі та об'єму визначаються за допомогою поняття відстані. Наприклад, прямокутник з шириною 3 і довжиною 4 має ділянку, яка дорівнює 12. Через те, що ця геометрична інтерпретація множення була обмежена трьома вимірами, не було прямого способу інтерпретації добутку з чотирьох або більше значень, і Евклід уникав таких добутків, хоча саме вони вказані у доведенні книги IX, пропозиції 20.

Приклад конгруентності: дві фігури ліворуч є конгруентними, а третя — подібною до них. Остання фігура не конгруентна з ними. Конгруентність змінює деякі властивості, такі як місце розташування та орієнтація, але залишають інші незмінними, наприклад, відстані та кути. Останні властивості називаються інваріантами, і їх вивчення є сутністю геометрії.

Евклід трактує пари ліній або пари фігур на площині як «рівні» (ἴσος), якщо їх довжини, площі або об'єми рівні, аналогічно для кутів. Більш сильний термін «конгруентний» означає, що фігура буде однакова за розміром і формою щодо іншої фігури. Інше визначення конгруентності двох фігур полягає в тому, що їх можна сумістити одну з іншою за допомогою руху (допускається віддзеркалення фігури). Наприклад, прямокутник 2x6 і прямокутник 3x4 рівні, але не конгруентні, а буква R конгруентна зі своїм дзеркальним відображенням. Фігури, які будуть конгруентними, за винятком їх різного розміру, називаються подібними. Відповідні кути в парі подібних фігур є конгруентними, а відповідні сторони пропорційні одна одній.

## Позначення та термінологія

### Означення точок та фігур
Точки зазвичай називають «великими літерами алфавіту». Інші фігури, такі як лінії, трикутники або кола, називаються переліком достатньої кількості точок, щоб однозначно їх вибирати з відповідного значення, наприклад, трикутник ABC, як правило, буде трикутником з вершинами в точках A, B і C .

### Комплементарні та суміжні кути
Кути, сума яких є прямим кутом, називаються комплементарними. Комплементарні кути утворюються, коли промінь ділиться однією вершиною і орієнтований у напрямку, що знаходиться між двома вихідними променями, які утворюють прямий кут. Кількість променів між двома променями є нескінченною.
Кути, сума яких дорівнює 180 градусів, називають суміжними. Суміжні кути утворюються, коли промінь ділиться однією вершиною і орієнтований у напрямку між двома вихідними променями, які утворюють розгорнутий кут (кут 180 градусів). Кількість променів між двома оригінальними променями є нескінченною.

### Сучасні версії фігур Евкліда
У сучасній термінології кути, як правило, вимірюються в градусах чи в радіанах.
Сучасні шкільні підручники часто визначають окремі фігури: прямі (нескінченні), промені (напівнескінченні) та відрізки (скінченної довжини). Евклід, замість того, щоб говорити про промінь як про об'єкт, що поширюється до нескінченності в одному напрямку, зазвичай використовує такі означення, як «лінія, проведена до достатньої довжини», хоча іноді вона називається «нескінченною». «Лінія» в «Началах» може бути як прямою, так і криволінійною, і при необхідності він використовував більш конкретний термін «пряма лінія».

## Деякі важливі або відомі результати

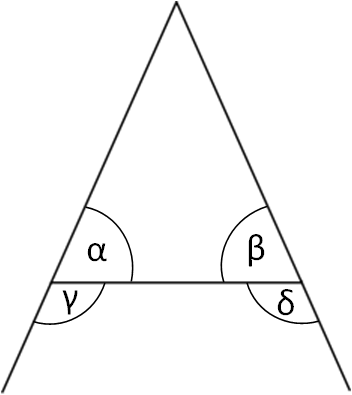
Теорема про рівнобедренний трикутник чи Теорема про міст віслюків вказує на те, що в рівнобедреному трикутнику, α = β і γ = δ.
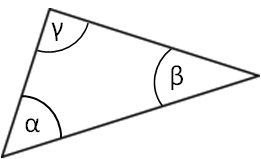
Теорема про суму кутів у трикутнику доводить, що сума трьох кутів будь-якого трикутника (у цьому випадку кутів α, β і γ) завжди дорівнює 180 градусів.
Теорема Піфагора вказує на те, що сума квадратів катетів (a і b) дорівнює квадрату гіпотенузи(c).
Теорема Фалеса говорить, що якщо AC - це діаметр, то кут у ABC - прямий.

### Конгруентність трикутників

Конгруентність трикутників визначається шляхом визначення двох сторін і кута між ними (SAS), двома кутами та сторони між ними (ASA) або двома кутами та відповідною суміжною стороною (AAS). Проте, якщо вказати дві сторони та сусідній кут (SSA), можна отримати два різні можливі трикутники, якщо вказаний кут не є прямим.

### Теорема про рівнобедренний трикутник
Теорема про міст віслюків стверджує, що трикутник, в якому дві сторони (бічні) рівні між собою, а також кути при основі рівні між собою, називають рівнобедренним. За означенням, правильний трикутник також є рівнобедреним, але обернене твердження не є правильним. Одне з походжень назви цієї теореми: геометрична фігура схожа на крутий міст, водночас схожу лише на віслюка.

### Теорема про суму кутів у трикутнику
Сума кутів трикутника дорівнює куту 180 градусів. Наслідком з цього є те, що рівносторонній трикутник має три внутрішні кути по 60 градусів. Крім того, кожен трикутник має принаймні 2 гострі кути.

### Теорема Піфагора
У знаменитій теоремі Піфагора (книга I, постулат 47) сказано, що в будь-якому прямокутному трикутнику квадрат гіпотенузи (сторони, протилежної прямокутному куту), дорівнює сумі квадратів катетів (сторін, які перетинаються під прямим кутом).

### Теорема Фалеса
Теорема Фалеса, названа на честь Фалеса з Мілета, говорить, що якщо А, В та С є точками в колі, де лінія АС є діаметром кола, то кут АВС — прямий кут. Кантор вважав, що Фалес довів свою теорему за допомогою книги Евкліда I, Постулату 32.

## Застосування
Через фундаментальний статус евклідової геометрії в математиці, було б неможливо не дати більш репрезентативну вибірку застосувань його «Начал» у цьому розділі.

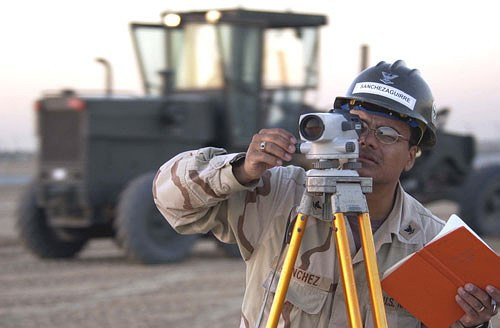
Інспектор використовує нівелір
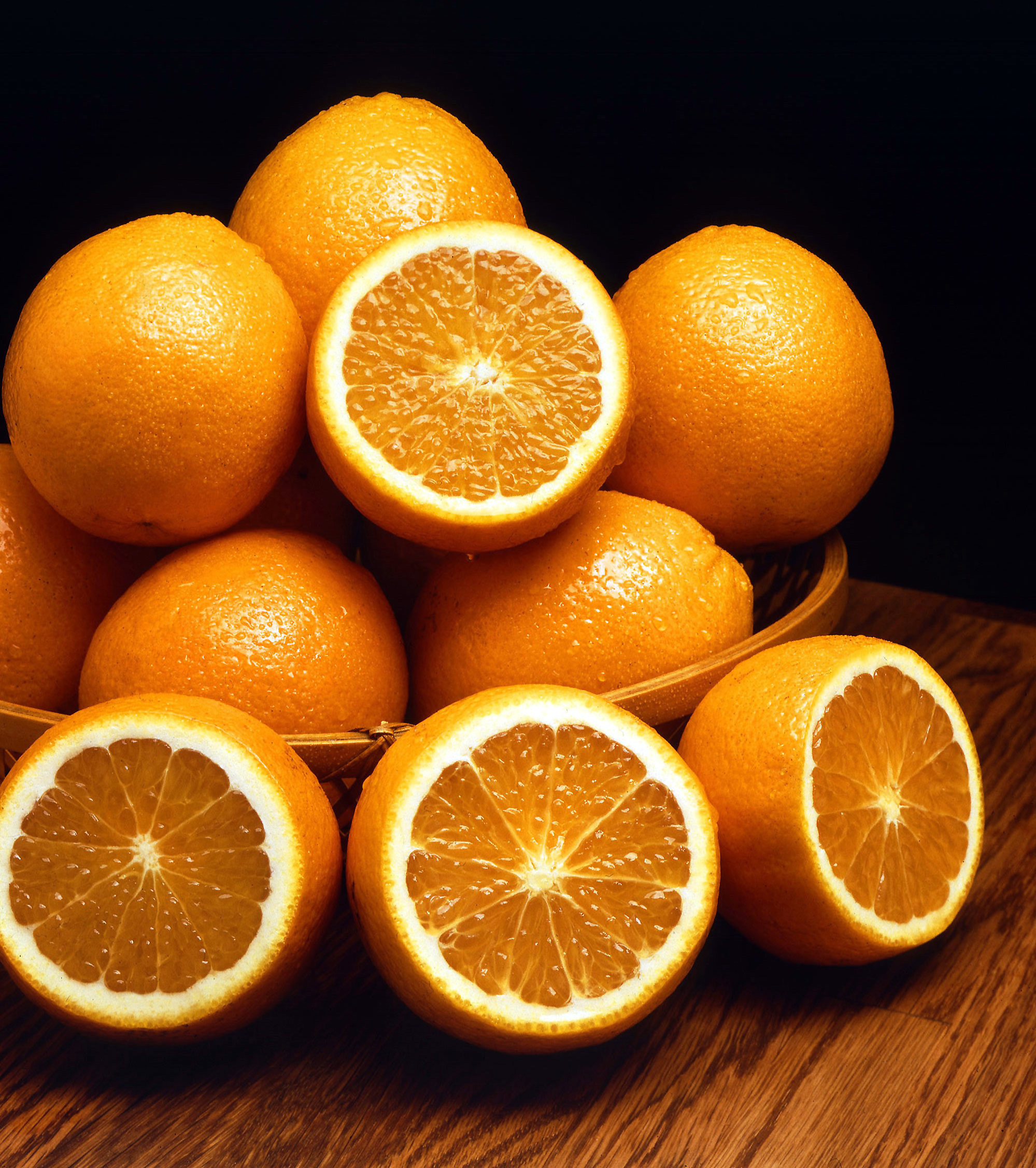
Задача про пакування куль є наявним прикладом розміщення плодів апельсину.
Параболічне дзеркало фокусує паралельні промені світла.

Застосування евклідової стереометрії полягає у визначенні механізмів пакування, таких як проблема пошуку найефективнішого пакування куль n розмірностей.
Геометрична оптика використовує евклідову геометрію для аналізу фокусування світла об'єктивами та дзеркалами.

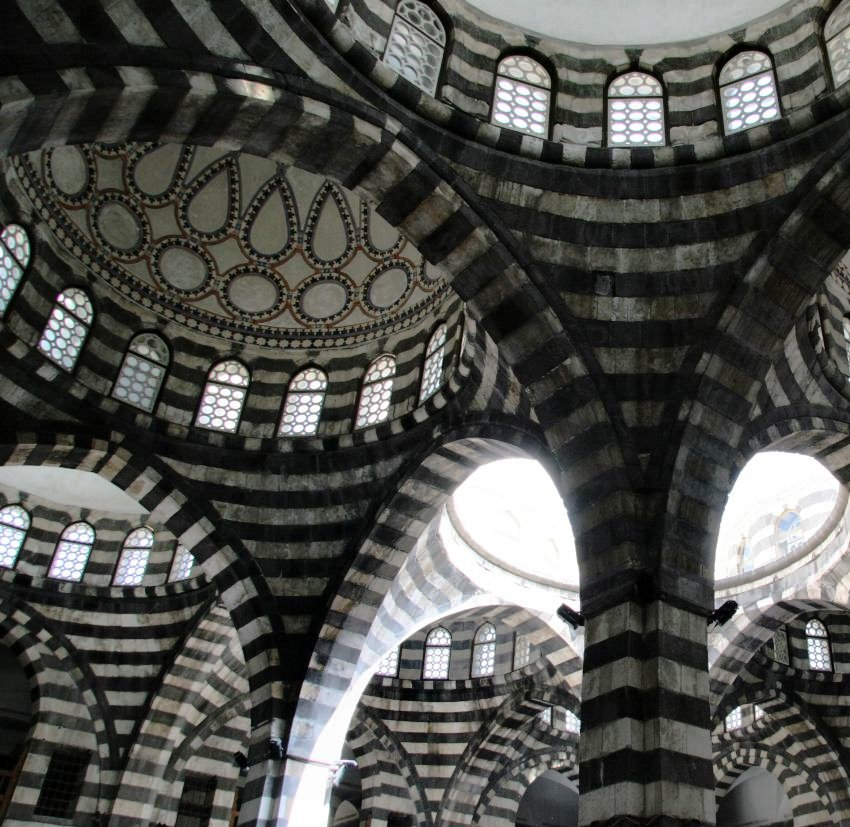
Геометрія застосовується у мистецтві та архітектурі.
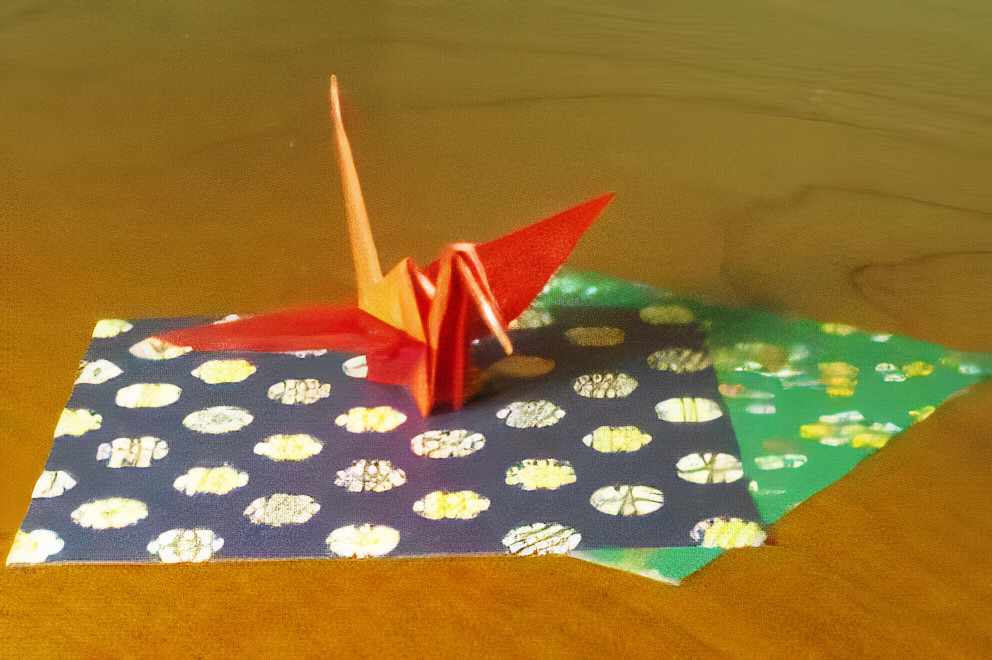
Геометрія також використовується для створення оригамі.

## Застосування в описі структури простору
Евклід вважав, що його аксіоми були очевидними твердженнями про фізичну реальність. Евклідові доведення залежали від припущень, які, можливо, не були очевидними в його основних аксіомах. Враховуючи фізичний опис простору, постулат 2 стверджує, що простір однорідний і необмежений; постулат 4 (про рівність прямокутників) говорить про те, що простір є ізотропним, а фігури можуть бути перенесені в будь-яке місце, зберігаючи конгруентність, і постулат 5 (Аксіома паралельності Евкліда), вказує на те, що простір не має власної кривизни. Але теорія відносності Ейнштейна суттєво змінює цю точку зору.
Неоднозначний характер аксіом, сформульований Евклідом, дає змогу різним аналітикам не погодитися з деякими їхніми наслідками для структури простору, наприклад, чи є вона нескінченною і яка її топологія. Сучасні, переформулювання системи, як правило, спрямовані на відокремлення цих питань. Інтерпретуючи аксіоми Евкліда у стилі більш сучасного підходу, аксіоми 1-4 узгоджуються або з нескінченним, або зі скінченними просторами (як в геометрії Рімана), і всі п'ять аксіом збігаються з різними топологіями (наприклад, площиною, циліндром, чи тором для двовимірної евклідової геометрії).

### Класичні теореми
- Теорема про бісектрису
- Теорема Чеви
- Формула Герона
- Теорема Менелая
- Коло дев'яти точок
- Теорема Піфагора